# بولات ديبوست
بولات ديبوست (بالفرنسية: Paulette Dubost)‏ (و. 1910 – 2011 م) هي ممثلة، وممثلة مسرحية، وممثلة أفلام من فرنسا. ولدت في باريس.
توفيت عن عمر يناهز 101 عاماً.

## وصلات خارجية
- بولات ديبوست على موقع IMDb (الإنجليزية)
- بولات ديبوست على موقع ألو سيني (الفرنسية)
- بولات ديبوست على موقع أول موفي (الإنجليزية)
- بولات ديبوست على موقع قاعدة بيانات الأفلام السويدية (السويدية)
- بولات ديبوست على موقع قاعدة بيانات الفيلم (الإنجليزية)
- بولات ديبوست على موقع كينوبويسك (الروسية)